# Reistenhausen
Reistenhausen ist ein Gemeindeteil der Gemeinde Collenberg im unterfränkischen Landkreis Miltenberg in Bayern.

## Geographie
Das Kirchdorf Reistenhausen liegt am Südrand des Spessarts am rechten Ufer des Mains auf etwa 139 m ü. NHN an der Staatsstraße 2315 zwischen Fechenbach und Kirschfurt. Reistenhausen und Fechenbach sind baulich zusammengewachsen. Durch den Ort führt der Fränkische Marienweg.

### Nachbargemarkungen
Folgende Gemarkungen grenzen an das Ortsgebiet von Reistenhausen:
| Mönchberg und Röllbach |                                             |            |
| Großheubach            | Kompassrose, die auf Nachbargemeinden zeigt | Fechenbach |
| Bürgstadt              | Freudenberg                                 |            |

## Geschichte
Im Jahr 1862 wurde das Bezirksamt Marktheidenfeld gebildet, auf dessen Verwaltungsgebiet Reistenhausen lag. Am 1. April 1931 kam Reistenhausen jedoch anlässlich der Reform des Zuschnitts der bayerischen Bezirksämter zum Bezirksamt Miltenberg. Wie überall im Deutschen Reich wurde 1939 die Bezeichnung Landkreis eingeführt. Reistenhausen war nun eine der 31 Gemeinden im Altkreis Miltenberg. Am 1. April 1971 schlossen sich die Gemeinden Fechenbach und Reistenhausen (mit dem Dorf Kirschfurt) zur Gemeinde Collenberg zusammen. Der Altkreis Miltenberg vereinigte sich am 1. Juli 1972 mit dem Landkreis Obernburg am Main zum neuen Landkreis Miltenberg.

## Kultur und Sehenswürdigkeiten
- Jüdischer Friedhof
- Venanzehaus mit Museum (Dort ist das unter „Literatur“ aufgeführte Buch erhältlich)

## Kurioses
Im Volksmund nennt man die Reistenhäuser die „Üzer“, uzen – utzen = verspotten. Die Bürger waren bekannt für ihren Spott und Hohn. Im Ort gibt es ein Redewendung: „Wer durch Reistenhausen künnt ohne Schand und Spott, der hat e besonderi Gnad von Gott!“.

## Persönlichkeiten
- Georg Hennch (1839–1919), Eisenbahningenieur